# Marincho
Marincho és un centre poblat de l'Uruguai, ubicat al nord del departament de Flores. Té una població aproximada de 150 habitants, segons les dades del cens del 2004.
Es troba a 92 metres sobre el nivell del mar.